# テロ対策特別措置法
平成十三年九月十一日のアメリカ合衆国において発生したテロリストによる攻撃等に対応して行われる国際連合憲章の目的達成のための諸外国の活動に対して我が国が実施する措置及び関連する国際連合決議等に基づく人道的措置に関する特別措置法（へいせいじゅうさんねんくがつじゅういちにちのアメリカがっしゅうこくにおいてはっせいしたテロリストによるこうげきとうにたいおうしておこなわれるこくさいれんごうけんしょうのもくてきたっせいのためのしょがいこくのかつどうにたいしてわがくにがじっしするそちおよびかんれんするこくさいれんごうけつぎとうにもとづくじんどうてきそちにかんするとくべつそちほう、平成13年11月2日法律第113号）は、アメリカ同時多発テロ事件の発生を契機として行われた対テロ作戦を支援するために制定された日本の法律（特別措置法）。テロ対策特別措置法（テロたいさくとくべつそちほう）や、テロ対策特措法、テロ特措法などと略される。この後継法律であるテロ対策海上阻止活動に対する補給支援活動の実施に関する特別措置法（新テロ特措法、平成20年成立、22年失効）が審議入りしてからは、それと区別する意味でこちらは旧テロ特措法などと呼ばれた。
法律名が112文字と比較的に長くなっているため、略称で呼ばれるのが通例である。主務官庁は内閣官房とされ、防衛省（旧・防衛庁）防衛政策局国際政策課、統合幕僚監部および外務省総合外交政策局安全保障政策課と連携して執行にあたった。

## 概要
その名前どおり、2001年（平成13年）9月11日に発生した「アメリカ同時多発テロ事件」を受け、2001年10月5日に政府が法案を提出し、同月29日に成立・制定された。施行・公布は2001年11月2日で、2年間の時限立法であった。1週間後の11月9日には、海上自衛隊の艦船3隻がインド洋に向けて出航した。
アメリカ合衆国などがアフガニスタンなどに対して、対テロ戦争の一環として行う攻撃・侵攻を援助（後方支援）することについて定めた法律である（アメリカ合衆国のアフガニスタンへの攻撃・侵攻の詳細については、アメリカのアフガニスタン侵攻を参照。自衛隊派遣の実績については自衛隊インド洋派遣を参照）。
アメリカ軍のアフガニスタン侵攻をいち早く支持した第1次小泉内閣下で可決・成立、引き続く第1次安倍内閣においても継続実施した。公布直後に海上自衛隊がインド洋（公海）に派遣され、護衛艦（イージス艦）によるレーダー支援や、補給艦による米海軍艦艇などへの給油等の支援活動が行われている。この活動が、集団的自衛権の問題などの観点から、日本が果たすべき役割かどうか日本国憲法との関係も含めた議論が行われた。安倍政権の後を引き継いだ福田康夫内閣もこの法律を延長しようとしたが、2007年（平成19年）11月1日、期限切れ失効。
その後、新テロ対策特別措置法が制定された。

## 対応措置と定義
日本は日本国憲法第9条によって国際紛争を解決する手段として武力の行使ができないため、対応措置の実施は武力による威嚇又は武力の行使に当たるものであってはならないとし、活動地域は非戦闘地域と認められる公海（排他的経済水域を含む）とその上空、及び外国の領域（当該外国の同意がある場合に限る）としている。
協力支援活動
諸外国の軍隊等に対する物品及び役務の提供、便宜の供与その他の措置であって、我が国が実施するものをいう。
捜索救助活動
諸外国の軍隊等の活動に際して行われた戦闘行為によって遭難した戦闘参加者について、その捜索又は救助を行う活動（救助した者の輸送を含む。）であって、我が国が実施するものをいう。自衛隊が実施する。
被災民救援活動
テロ攻撃に関連し、国際連合の総会、安全保障理事会若しくは経済社会理事会が行う決議又は国際連合等が行う要請に基づき、被害を受け又は受けるおそれがある住民その他の者（以下「被災民」という。）の救援のために実施する食糧、衣類、医薬品その他の生活関連物資の輸送、医療その他の人道的精神に基づいて行われる活動であって、我が国が実施するものをいう。

## 経過
2007年9月10日 当時の内閣総理大臣・安倍晋三が所信表明演説で「テロ特措法に基づく海上自衛隊の活動は、諸外国が団結して行っている海上阻止活動の不可欠な基盤となっており、国際社会から高い評価を受けている」と活動が継続できるよう理解を求めた。

## 延長と失効
本法は、2001年10月16日に成立、同年11月2日に公布・即日施行された。当初は2年間有効の時限立法であったが、2003年10月の改正で2年延長、2005年10月の改正で1年再延長、2006年10月の改正で1年の再々延長が行われた。2005年以降、同法に基づく自衛隊の派遣（政令で規定）は半年単位で延長されている。
第21回参議院議員通常選挙で与党が敗北した結果を受けて、2007年11月1日限りとなっている法の有効期間が延長されるかどうかが注目された。秋の第168回臨時国会で主要な焦点となると見込まれ、党内で延長を巡り親米派と反米派が対立している民主党の出方が注目されていた。しかし、9月12日に安倍晋三内閣総理大臣が突然辞意を表明し国会が空転したため、本法の改正（有効期限延長）が日程的に困難となり、そのまま失効した。
これに対し後継の福田康夫内閣は、2007年10月17日に衆議院に後継の法律としてテロ対策海上阻止活動に対する補給支援活動の実施に関する特別措置法案を提出した。10月26日から衆院テロ特別委員会で審議を始め、同年11月13日に衆議院本会議で与党の賛成多数で可決、2008年1月11日に参議院本会議で野党の反対多数で否決されたが、同日午後に衆議院本会議で与党の3分の2以上の賛成多数で再び可決・成立した。
しかし、新法案は本法の失効の2007年11月1日まで成立せず、結局本法が11月1日24時をもって失効することに伴い、海上自衛隊はインド洋から撤退することとなった。失効を受けて福田総理大臣は談話を発表し、「厳しい勤務環境の下で着実にかつ整然とこれらの活動を実施してきた自衛官諸君」を慰労するとともに、テロとの闘いの継続のため「補給支援特措法案の速やかな成立に向けて全力を尽く」すこととした。

## 実態に対する評価

### イラク戦争への流用疑惑
テロ対策特別措置法に基づく給油は、当然アフガニスタンにおける「不朽の自由作戦」に対する協力支援であり、給油は同作戦の海上阻止行動に従事する艦艇に対する支援として理解されてきたが、この目的で行われた給油が、2003年以降のイラク戦争関連の艦船への補給活動にもなっているとの疑惑があがり問題視された。
まず江田憲司議員が2007年9月1日放送の朝まで生テレビ!で、米軍のウェブサイトの情報を元に給油燃料のイラク戦争への転用疑惑を紹介し、翌日のサンデープロジェクトの中で石原伸晃自民党政調会長もその可能性を認めた。その後、江田議員は自らのウェブサイト上で、給油燃料の8割以上がアフガンではなくイラク作戦に費やされたとする番組内での指摘については、イラクとアフガンのものが一体となった数字ではないかとして見方を修整している（米軍のサイトでは「イラクの自由作戦」のページに「不朽の自由作戦が始まって以来」として日本の提供燃料の量を記載していた。ページは既に削除されているため下記の保存ページ参照）。
更に9月20日、特定非営利活動法人「ピースデポ」の米軍文書を元にした調査や政府の答弁によると、米補給艦「ペコス」が2003年2月25日朝に補給艦「ときわ」から、約83万ガロンの給油を受けたが、ペコスはその後ペルシャ湾方面に移動、同日午後に米空母 「キティホーク」に「ときわ」からの燃料のうち67万5千ガロンの給油をしていた。キティホークは補給後にペルシャ湾に入り、イラクに対する「サザン・ウォッチ作戦」（イラク戦争開戦前）に従事している。
これらのことからは、テロ対策特別措置法に基づく給油がイラクに対する作戦に流用されたとの疑惑が高まり、2007年にテロ特措法の延長問題の検討において問題となった。この問題に対する日本政府の立場は「補給を受けた後に従事する活動の内容は各国が決定するもので、政府として詳細を承知する立場にない」ということであり、テロ特措法の範囲内の活動に対して給油等の支援を行っていることを明記した公文書を関係各国と交換した上で提供をしていることであり、 基本的に各国は給油をテロ特措法の範囲内の活動に対して利用していると考えるし、その詳細について確認することはしないし、どの国のどんな艦艇に給油したか等についても作戦の妨害になる恐れがあるので公表するつもりはないとするものである。また、キティホークへの間接補給については、補給された燃料は同艦のペルシャ湾への移動で消費しつくしており、『不朽の自由作戦』に使われたと考えるべきであると主張している。米国国防総省は、キティホークは25日から28日の間に「不朽の自由作戦」を支援する任務を行っており、燃料はその間に消費しつくされたとして、転用されたとの懸念には根拠がないと発表した。
米海軍横須賀基地の機関紙「シーホーク」2003年5月23日号において、イラクの自由作戦で、イージス艦きりしまと護衛艦はるさめは高度な通信能力で同盟軍の艦船を大いに助けたとの記述があった。後に同紙上で、「対アフガニスタンの作戦名『不朽の自由作戦』と書くべきところを間違った」と訂正がおこなわれた。
当初はこれらの指摘も一国会議員の発言で、信憑性が怪しまれていたがその後、マスコミ各社もこのイラク転用疑惑について盛んに報じ始めた。
なお、米艦に送られる燃料油は、軍基準（艦船用2号軽油またはミルスペックF-76）に適合させる必要上、伊藤忠商事と旭日（あさひ）通産からの随意契約で購入されている事、また使用されるその燃料はドバイにあるシェブロンの製油所で精製された物である事が判明している。

### 必要性
- 日本政府は海上阻止活動により、テロリストや武器等の海上移動を抑止する効果が発揮されているとし、給油活動は、艦船の寄港回数を減らすこと等を可能にし、当該諸外国の軍隊等の活動の効率性を向上させることを通じて、国際的なテロリズムの防止及び根絶に寄与し、我が国及びアフガニスタンを含む国際社会の平和及び安全の確保に資するものであるとしている[5]。
- アメリカ以外の国の海軍の艦艇についても給油は行われているが、特にパキスタンの艦艇が使用する燃料は特殊なものであり、自衛隊からの給油がないと事実上パキスタン海軍が「不朽の自由作戦」作戦に協力することが難しくなるとの指摘がシーファー駐日米大使等の関係者からなされた。
- 一方で、シーファー大使が発言した「彼らは米国の燃料では活動できない」との指摘は事実でないことが、米軍関係者、自衛隊幹部から指摘されている[6]。
- しかし、パキスタン艦が英補給艦の燃料品質の問題から受け取りを拒否したとの報道もある[7]。
- 国連安全保障理事会（安保理）は2007年9月20日（日本時間）、アフガニスタンにおけるISAF（国際治安支援部隊）による治安維持活動の延長を認める決議（「国際連合安全保障理事会決議1776」）を採択し、ISAFと『不朽の自由作戦』に参加する国々に対し謝意を表明した。
- ロシアのヴィタリー・チュルキン国連大使は「不朽の自由作戦（OEF）」の活動は国連の枠外のものだとしてこの決議に関する投票を棄権し、全会一致にはならなかった[8]。ロシア外務省は同年9月20日、「海上阻止活動を行う根拠について米国などの提案国に説明を求めたが、無視され、性急な採択が行われた」、 「これまで安保理で議論されたことがないインド洋の海上阻止活動が盛り込まれ、棄権せざるを得なかった」と決議を棄権した理由を明らかにする報道声明文を発表した。
- アメリカのアフガニスタン攻撃を「アメリカ同時多発テロ事件」に対する報復という見方から日本共産党は「報復戦争支援法」と批判した[9]。

## 参考資料
- ウェブアーカイブ（アメリカ中央軍海軍司令部・第5艦隊ウェブサイト中の「イラクの自由作戦」（OIF））≪ウェブアーカイブ保存分≫
- 「自衛隊給油をイラク戦争に転用？・・・テロ特措法」（江田けんじ公式ウェブサイト）
- ピースデポ調査・緊急報告海自艦が給油した米艦はイラク作戦に使用した（特定非営利活動法人ピースデポ公式ウェブサイト）
- 石破茂防衛大臣会見概要（平成19年9月26日大臣）（防衛省・自衛隊公式ウェブサイト）
- 給油先の使途の調査を開始・防衛省方針（NIKKEI NET  2007年9月27日23:01閲覧）
- 「55％が他国補給艦通じた間接給油 防衛省が実績公表」（asahi.com2007年09月28日20時50分閲覧）
- 2003年2月25日の日本による米国補給艦ペコスへの給油について（駐日米国大使館公式ウェブサイト）